# Тетраоксидифторид
Тетраоксидифтори́д — O4F2, димер диоксигенилфторида O2F. Красно-коричневое твёрдое вещество, диссоциирующее при нагревании выше −191 °C.

## Открытие
Тетраоксидифторид был впервые выделен Гроссе, Стренгом, Киршенбаумом из продуктов реакции между фтором и кислородом, образовавшихся при длительном воздействии электрического разряда на реакционную смесь, при температуре жидкого воздуха.

## Физические свойства
- Температура плавления: −191 °C
- Температура кипения:
- Температура критическая:
- Температура начала разложения: −191 °C
- Плотность:
- Плотность критическая:
- Теплота образования:

## Химические свойства
Тетраоксидифторид представляет собой димер радикала диоксигенилфторида FO2·, в температурном диапазоне от −175 до −185 °C радикал и его димер сосуществуют в виде равновесной смеси:
2FO2· ↔ F2O4
Диоксигенилфторид изостеричен озонид-аниону, однако геометрия молекулы ближе к диоксидифториду: связи F—O—O образуют тупой угол, связь O=O диоксигенилфторида (и тетраоксидифторида) значительно короче и прочнее (энергия диссоциации — 463 кДж/моль, длина — 1,217 Å), чем связь O—F (энергия диссоциации — 77 кДж/моль, длина — 1,575 Å). При димеризации и образовании тетраоксидифторида слабая легко диссоциирующая связь образуется между терминальными атомами кислорода диоксигенилфторида: FO=O···O=OF.
И тетраоксидифторид, и диоксигенилфторид реагируют с кислотами Льюиса — акцепторами фторид-аниона, образуя соли диоксигенил-аниона:
O2F + BF3 {\displaystyle \to } O2+BF4−
Тетраоксидифторид является более сильным окислителем и фторирующим агентом, чем диоксидифторид F2O2.

## Получение
Воздействие на охлажденные (−196 °C) смеси фтора с кислородом, взятые в эквимолярном соотношении, так называемого «тихого» электрического разряда, либо рентгеновского или коротковолнового ультрафиолетового излучения. Тетраоксидифторид также образуется в смесях жидкого озона с жидким фтором (до 5 % об.), что следует учитывать при расчёте удельного импульса для ракетного топлива, в котором в качестве окислителя применяется смесь фтор-озон.

## Токсичность
По токсичности несколько уступает триоксидифториду.